# Moderna uppfinningar
Moderna uppfinningar (även Kalle Anka och robotarna) (engelska: Modern Inventions) är en amerikansk animerad kortfilm med Kalle Anka från 1937. Fast det är en film i Musse Pigg-serien är Musse inte med i filmen.

## Handling
Kalle Anka kliver in på ett museum med moderna uppfinningar och talande robotar, men det verkar som att han har lite svårt att uppskatta stället.

## Om filmen
Trots att figuren Musse Pigg inte medverkar i filmen lanserades den som en Musse Pigg-film. Detta var den sista av tre Musse-filmer utan Musse och med Kalle Anka istället. De andra två var Kalle Anka och Pluto från 1936 och Kalle Anka och hans åsna från 1937.
Filmen är den 95:e Musse Pigg-kortfilmen som producerades och den sjätte som lanserades år 1937.
Filmens titel är en pastisch på Charlie Chaplins film Moderna tider som kom ut 1936.
Detta är den sista Disney-kortfilm som lanserades av United Artists.
Filmen hade svensk premiär den 7 februari 1938 på biografen Spegeln i Stockholm.
Filmen finns dubbad till svenska sedan 1997, och har funnits utgiven på VHS och DVD.

## Rollista
| Roll         | Originalröst   | Svensk röst     |
| Kalle Anka   | Clarence Nash  | Andreas Nilsson |
| Robotbetjänt | Billy Bletcher | Johan Hedenberg |
| Robotfrisör  | Cliff Edwards  | Anders Öjebo    |